# Triplophysa hutjertjuensis
Triplophysa hutjertjuensis és una espècie de peix de la família dels balitòrids i de l'ordre dels cipriniformes. Es troba a Mongòlia i la Xina.